# Estación La Paternal
La Paternal es una estación ferroviaria del barrio homónimo de la Ciudad de Buenos Aires. Forma parte del servicio suburbano prestado por la Línea San Martín, que conecta a la ciudad con la zona noroeste del Gran Buenos Aires. Se encuentra en la zona conocida como «La Isla», y es el edificio más viejo del barrio.

## Ubicación
La estación se encuentra en el barrio de La Paternal, en la intersección de la Avenida Warnes con la Avenida Garmendia.

## Servicios
La estación corresponde a la Línea San Martín de los ferrocarriles metropolitanos de Buenos Aires que conecta las terminales Retiro, José C. Paz, Pilar y Domingo Cabred.

## Historia

### Estación original
La estación fue inaugurada en 1887 como parte del ramal Mercedes - Palermo del Ferrocarril Buenos Aires al Pacífico con el nombre de Chacarita, el cual fue cambiado en 1904 a La Paternal.
Poseía un gran playón de cargas para la llegada de vino desde la provincia de Mendoza, el cual llegaba en vagones especiales y era embotellado en distintas bodegas construidas alrededor del predio de la estación. Con la sanción a fines del siglo XX de una ley que obliga a embotellar los productos vitivinícolas en la zona de origen, la infraestructura de cargas quedó en desuso.
Entre el 17 de abril y el 17 de julio del 2014 la estación permaneció cerrada durante las obras de elevación de andenes de todo el servicio metropolitano del Ferrocarril San Martín. Producto de esta obra el alero original, con las columnas de hierro forjado y las características maderas decorativas fue desmontado.[cita requerida]

### Estación elevada

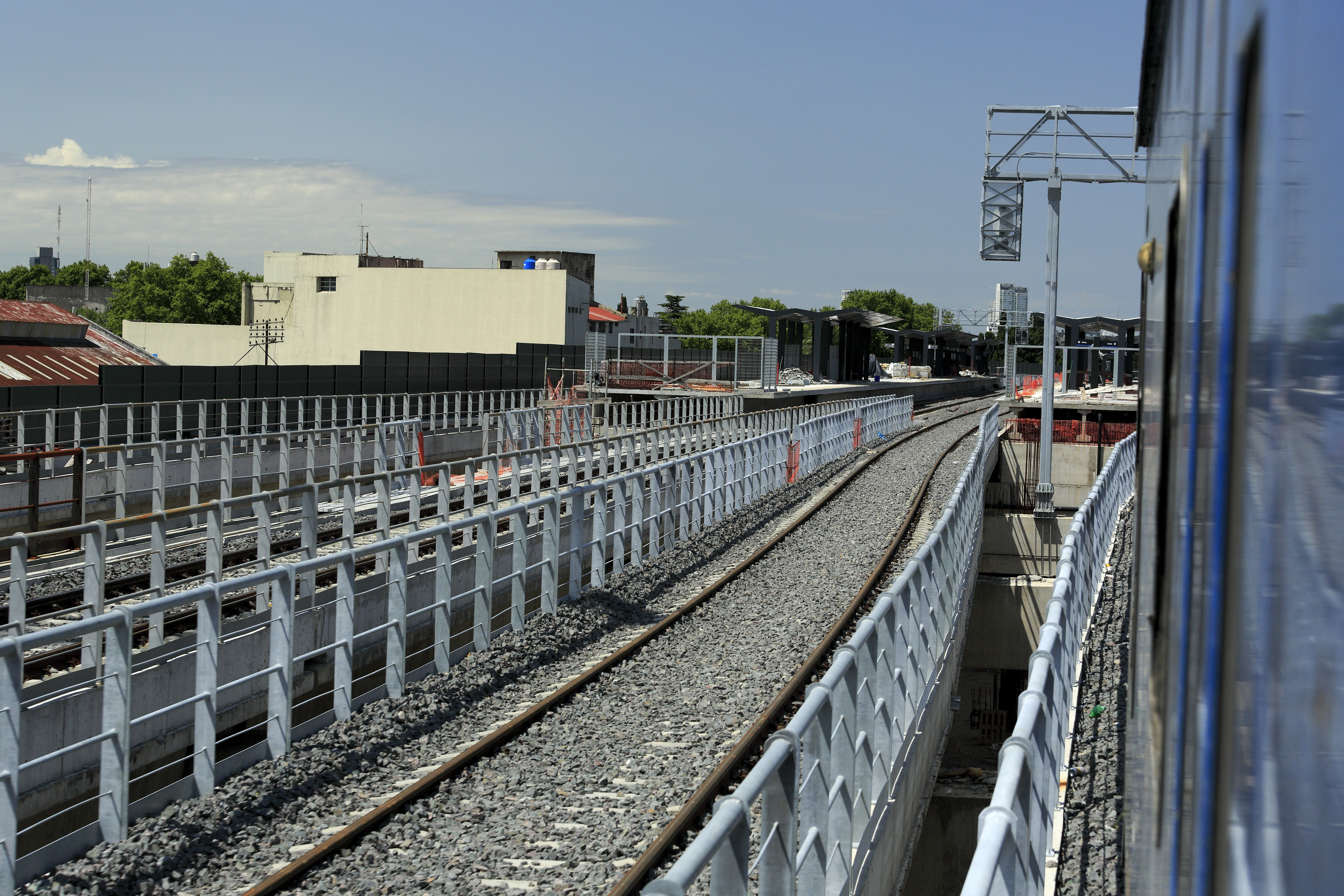
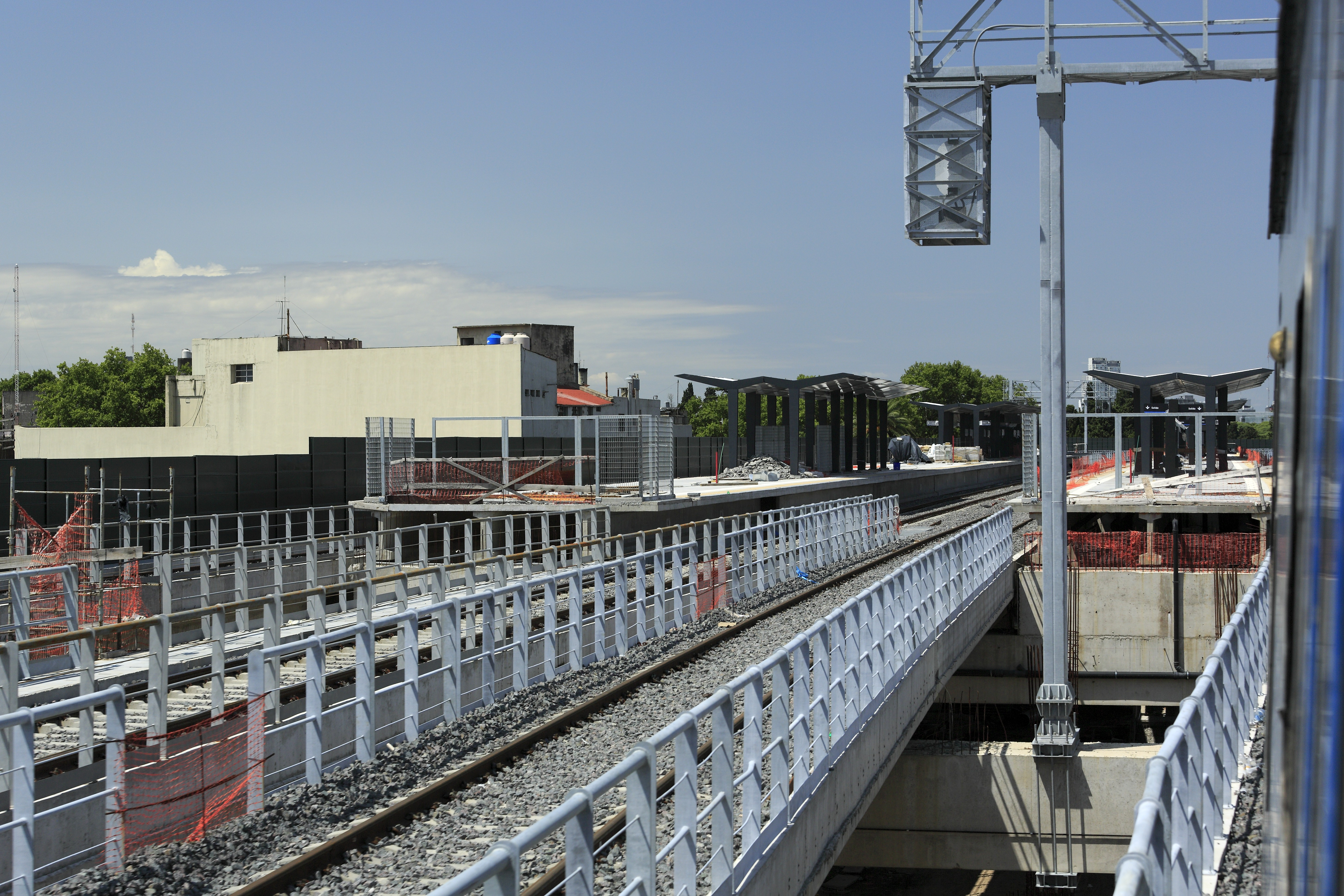
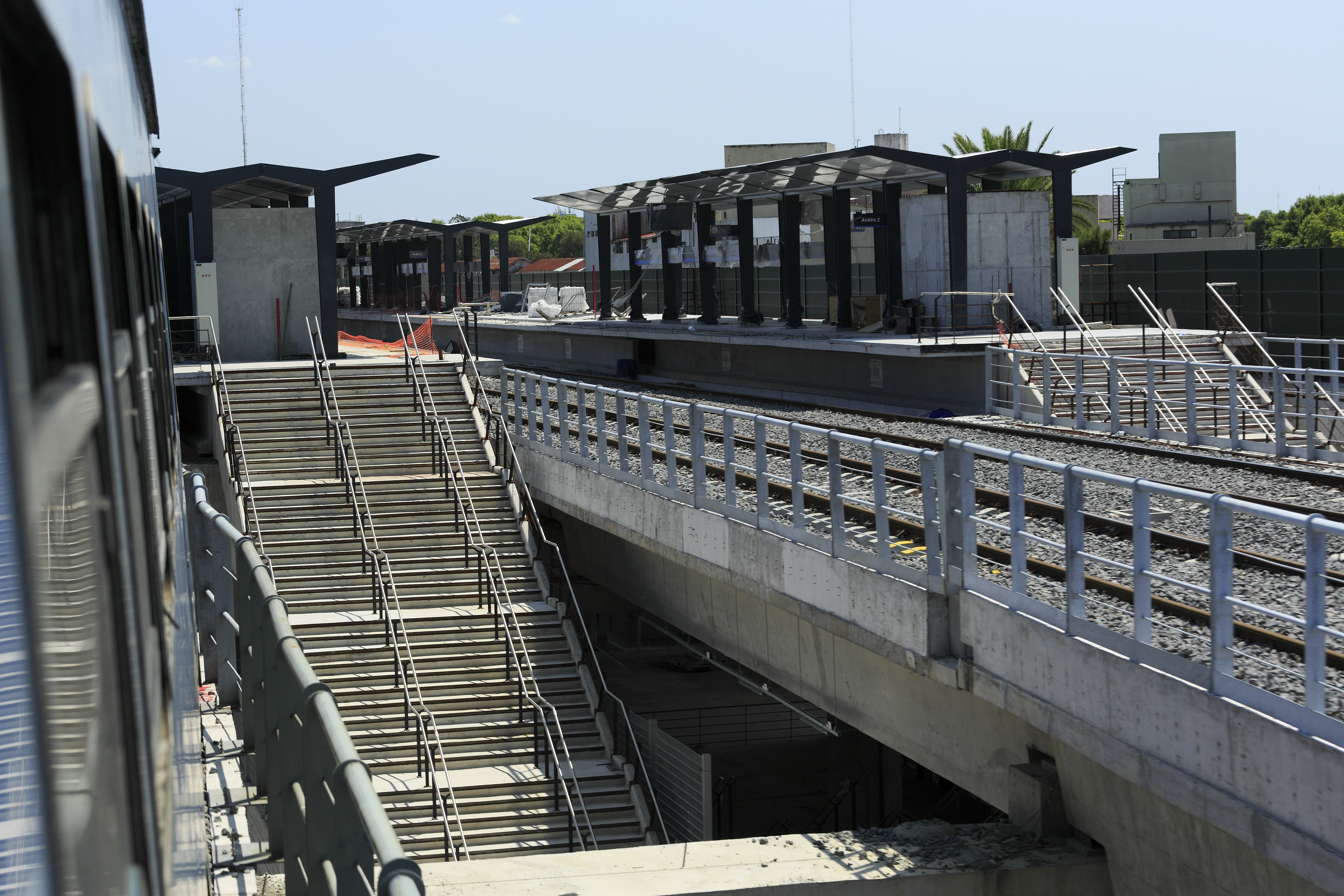
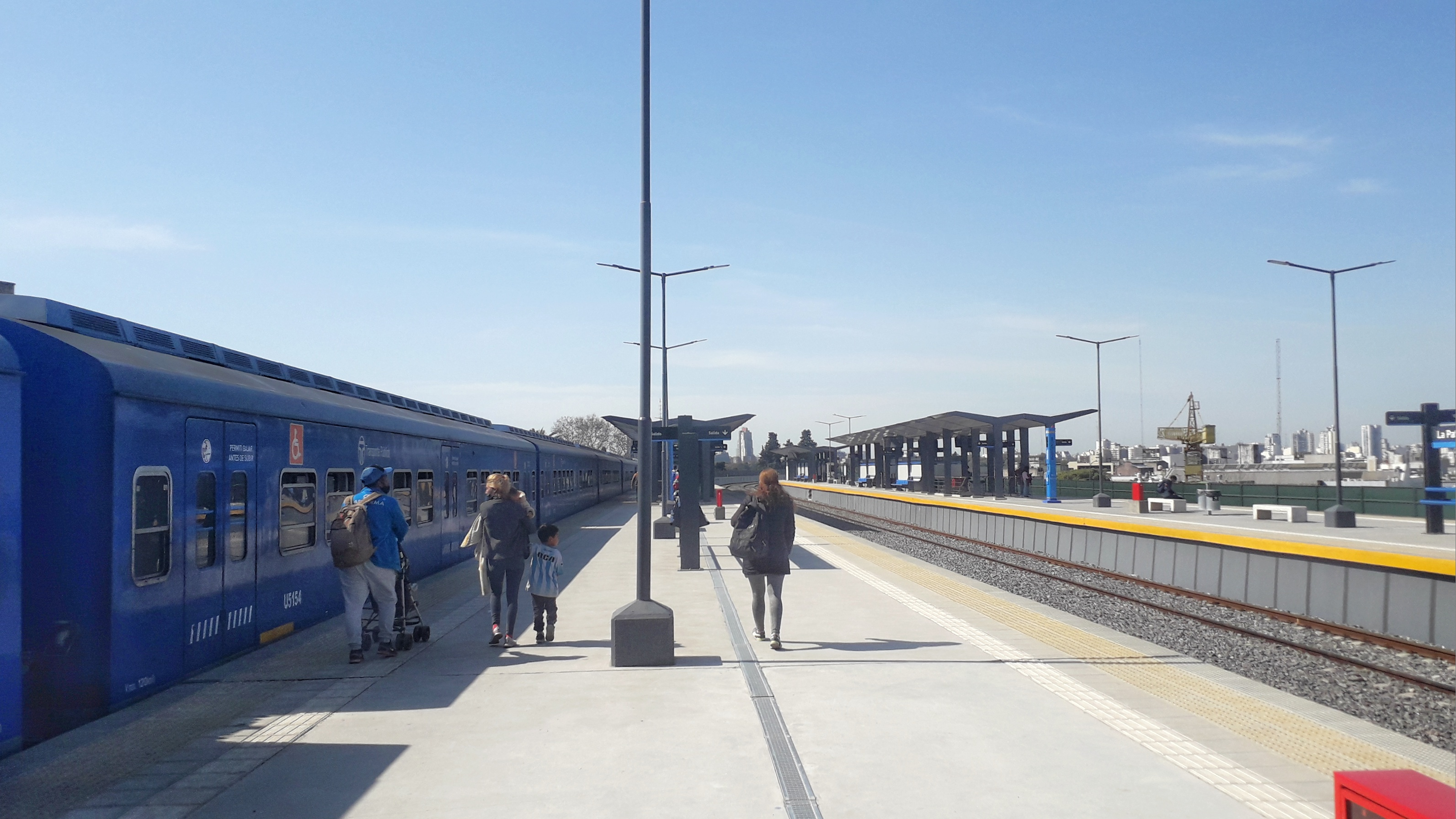
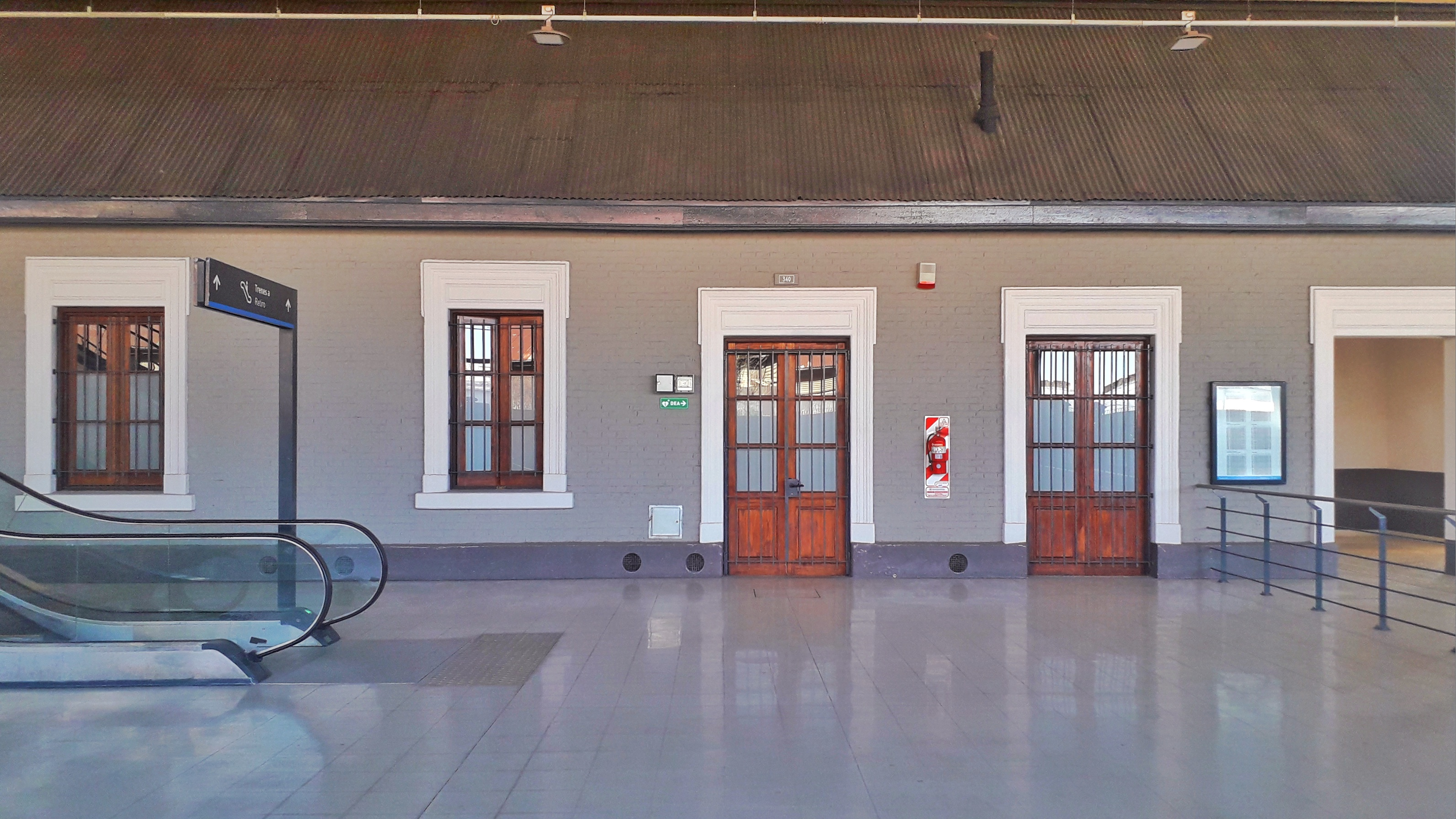
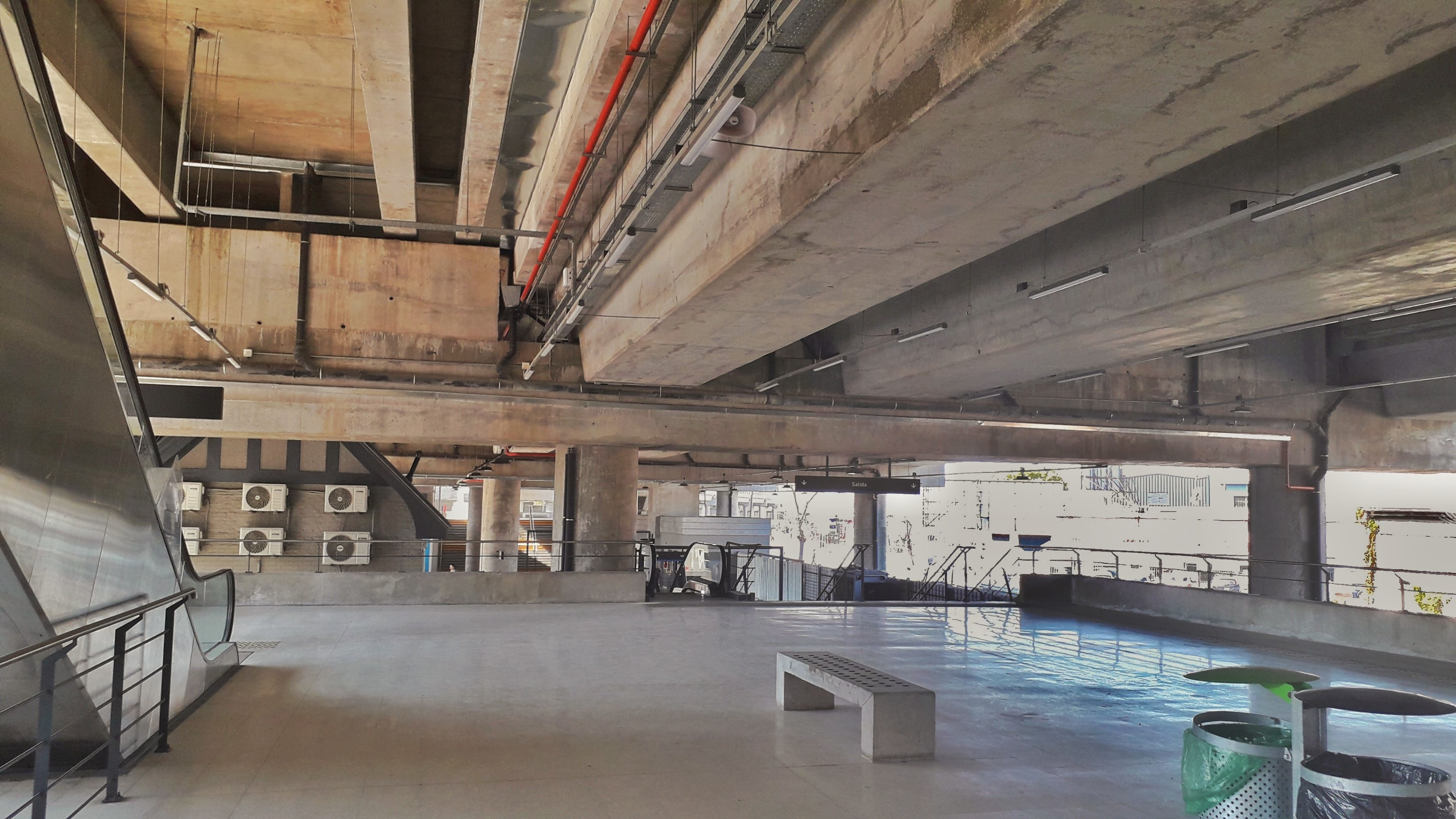
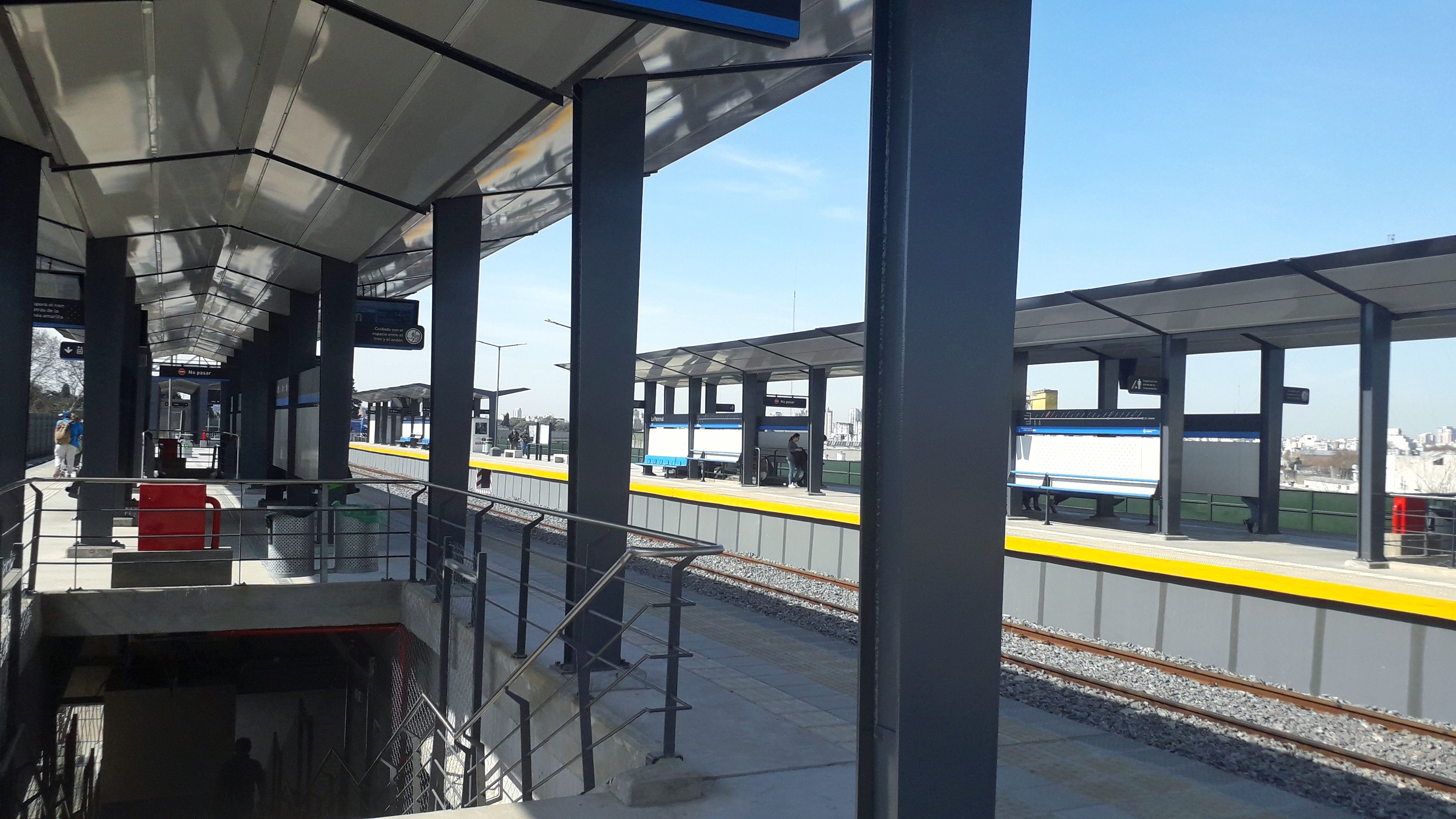

El 25 de septiembre de 2017 se clausuraron los servicios de pasajeros para la construcción del viaducto, se desmantelaron los andenes y los refugios de pasajeros, pero se preservó el edificio original de la estación, el cual permanecerá debajo del viaducto.[cita requerida] Se inició la construcción de una nueva estación elevada en su lugar, cuya inauguración estaba planeada para fines de 2019. En octubre de 2021, ante la parálisis de la obra, se traspasó la responsabilidad del Gobierno de la Ciudad de Buenos Aires al Gobierno Nacional. Finalmente la estación fue reinaugurada el 8 de julio de 2022.

## Diagrama

### De la estación a nivel suelo original
| Plataforma lateral, las puertas abren del lado izquierdo. |                                                                                 |
| Andén 2                                                   | Trenes comunes y expresos a Retiro (próxima Villa Crespo) →                     |
| Andén 1                                                   | ← Trenes comunes y expresos a J. C. Paz/Pilar/Cabred (próxima Villa del Parque) |
| Plataforma lateral, las puertas abren del lado izquierdo. |                                                                                 |

### De la estación elevada
| Plataforma lateral, las puertas abren del lado izquierdo. |                                                                      |
| Andén 4                                                   | Trenes comunes a Retiro (proxima Villa Crespo) →                     |
| Andén 2                                                   | Trenes rápidos a Retiro (proxima Villa Crespo) →                     |
| Plataforma central, las puertas abren del lado derecho.   |                                                                      |
| Andén 1                                                   | ← Trenes comunes a J. C. Paz/Pilar/Cabred (próxima Villa del Parque) |
| Andén 3                                                   | ← Trenes comunes a J. C. Paz/Pilar/Cabred (próxima Villa del Parque) |
| Plataforma lateral, las puertas abren del lado izquierdo. |                                                                      |

## Hitos urbanos
- Cementerio de la Chacarita (aunque sin acceso)
- Hospital Torcuato de Alvear
- Hipermercados levantados en la zona del ex albergue Warnes
- Hogar de Niñas Boado de Garrigos

## Imágenes

### Antes de la elevación

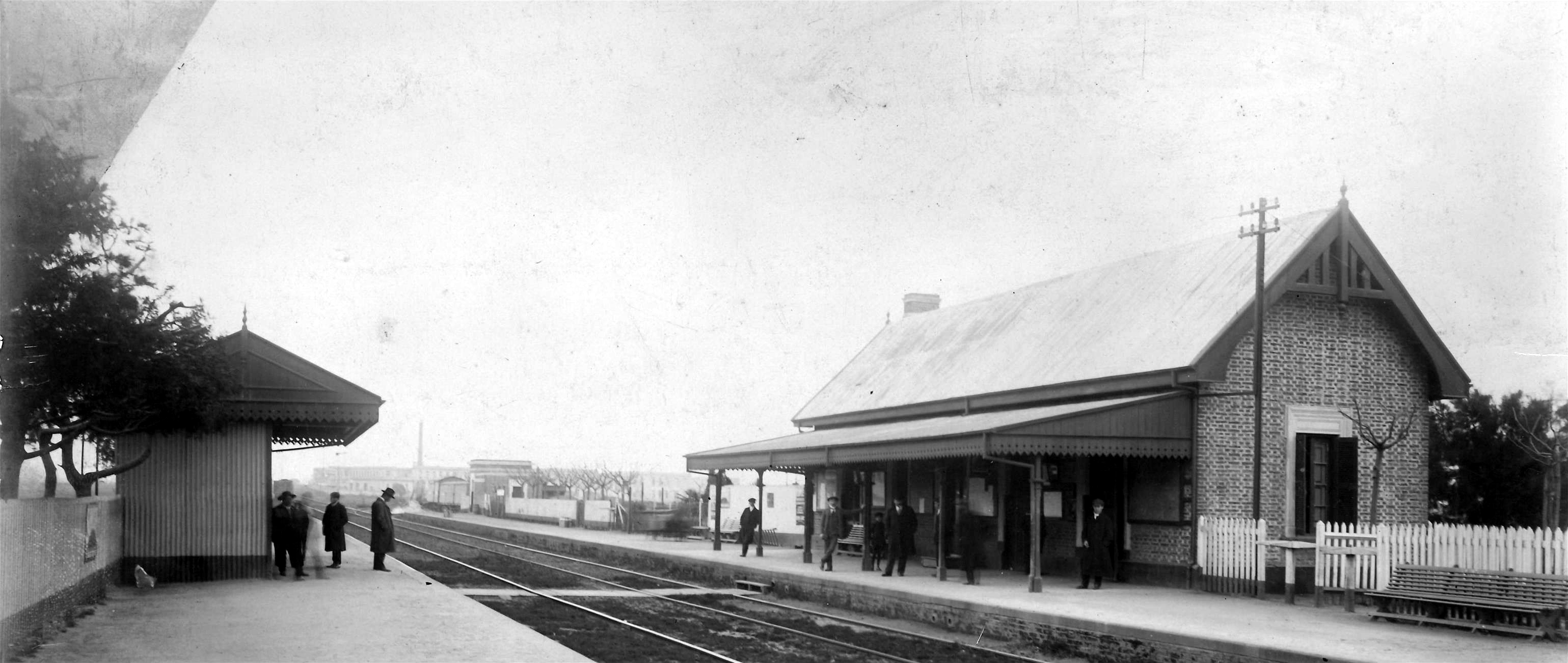
La estación durante sus primeros años
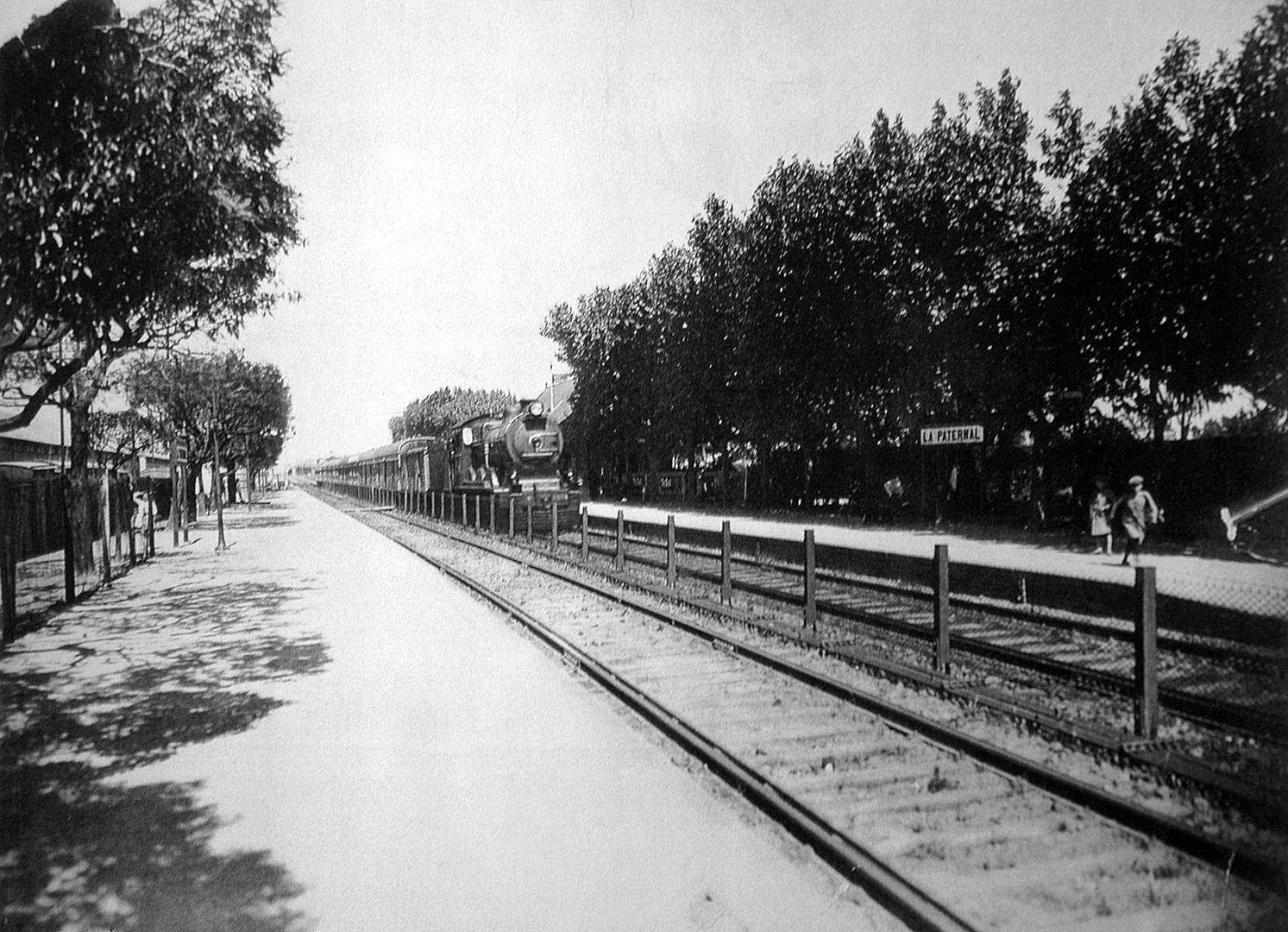
La estación hacia el año 1929
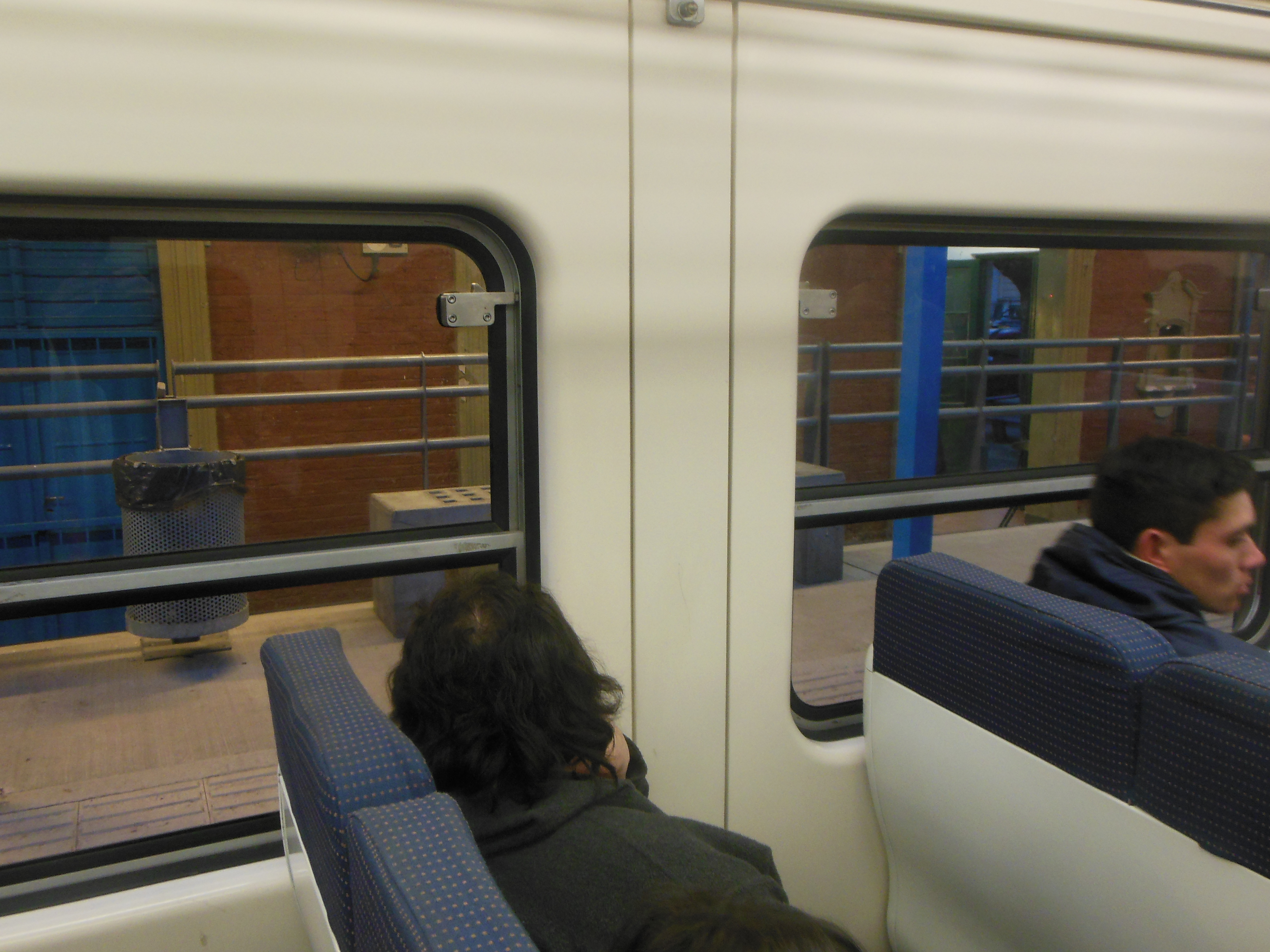
Llegando en tren
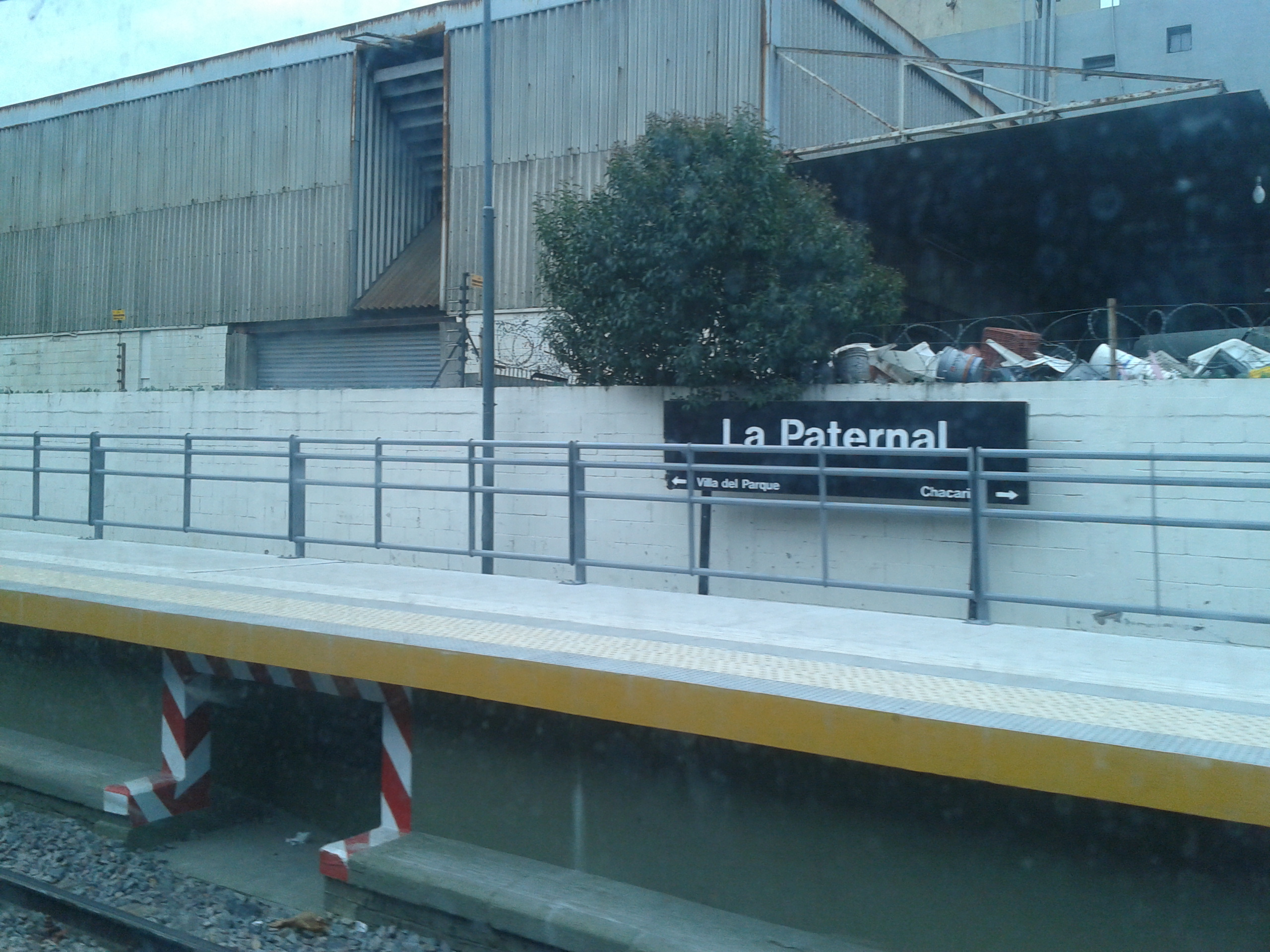
Andén y nomenclador
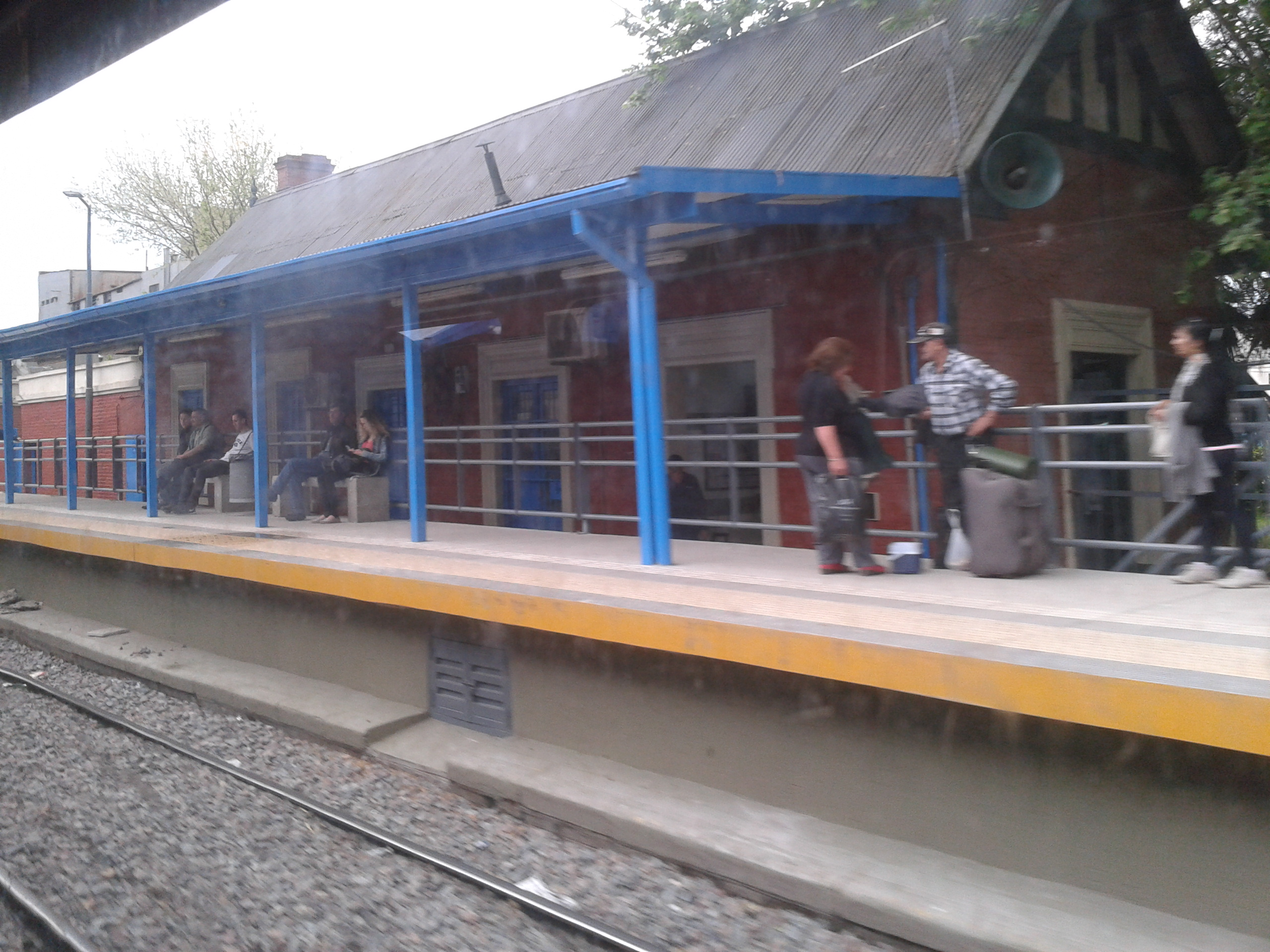
Edificio principal ya sin su alero original
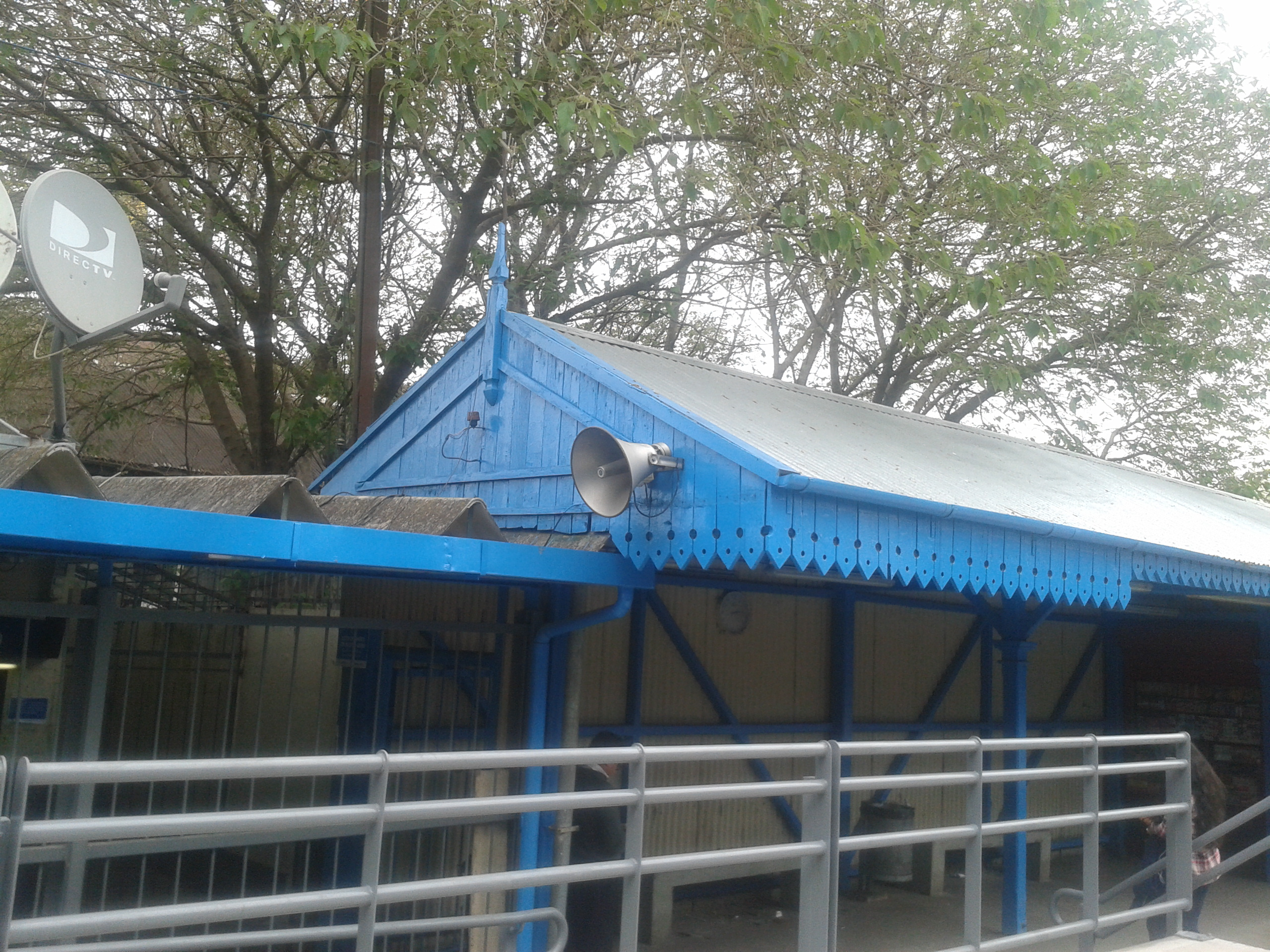
Refugio a Cabred
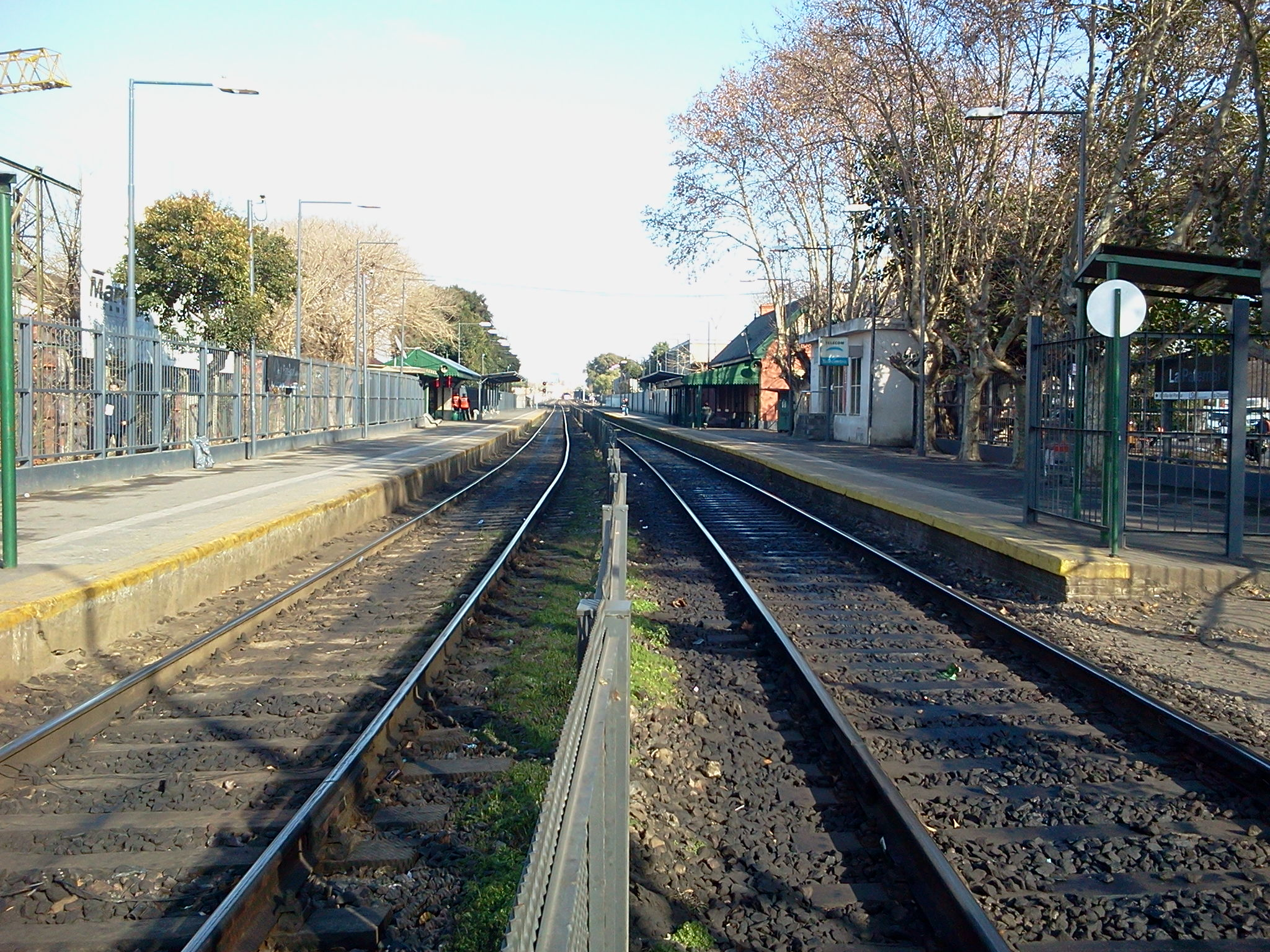
Antes de la elevación